# Isaac Butt
Isaac Butt QC MP (6 de septiembre de 1813 – 5 de mayo de 1879), fue un abogado irlandés, editor,  político, Parlamentario (M.P.) en la Cámara de los Comunes del Reino Unido, economista y fundador y primer líder de varios partidos y organizaciones políticas nacionalistas irlandesas. Fue dirigente de la Sociedad Conservadora Metropolitana irlandesa en 1836, la Asociación del Auto Gobierno de la Casa en 1870 y en 1873 de la Liga del Autogobierno. Colin W.  Reid argumenta que Butt propuso el Autogobierno para unir Irlanda a Gran Bretaña. Pondría fina a las ambigüedades del Acta de Unión de 1800. Proponía un Reino Unido Federal, que habría debilitado el excepcionalismo irlandés dentro de un contexto británico más amplio. Butt era representante de un unionismo constructivo nacional. Cuomo economista  realizó contribuciones significativas con respecto a la potencial movilidad de recursos y aspectos de la distribución de protección, y analizó deficiencias en la economía irlandesa como la escasa ocupación, la productividad baja, y la mala situación de las tierras.  Disentía de las teorías ricardianas y era partidario de algunos conceptos del estado del bienestar. Como editor, convirtió al Dublín University Magazine en la principal publicación irlandesa de política y literatura.

## Primeros años
Butt nació en 1813 en Glenfin, un distrito lindante con el valle del Finn en el condado de Donegal, Irlanda, cerca de Ballybofey. Era hijo  de un rector de la Iglesia de Irlanda y descendía de los O'Donnell de Tyrconnell, a través de los Ramsays. Butt recibió su educación secundaria en La Royal School en Raphoe, Donegal, y en la Universidad Midleton en Cork, antes de ingresar en el Trinity College de Dublín a los quince años, donde fue elegido Scholar , y presidente de la Sociedad Histórica de la Universidad. Durante su estancia en el Trinity, cofundó el Dublín University College y fue su editor durante cuatro años. Durante gran parte de su vida fue miembro del Partido Conservador irlandés, y fundó el conservador Ulster News. Fue nombrado Whately Profesor de Economía Política en el Trinity en 1836, cargo que ocupó hasta 1841.

## Carrera legal
Después de ser aceptado en el Colegio de abogados en 1838, Butt rápidamente se hizo un nombre como brillanteabogado. Se opuso a la campaña del líder nacionalista irlandés Daniel O'Connell en pro de la derogación del Acta de Unión. Fue también Lector del Trinity College, Dublín, en economía política. Sus experiencias durante la Gran Hambruna le llevaron a abandonar el unionismo y el Orangismo para apoyar a un sistema político federal para el Reino Unido de Gran Bretaña e Irlanda que proporcionaría a Irlanda un mayor grado de autogobierno. Comenzó entonces a adoptar posturas nacionalistas, fundado la Liga del Autogobierno. Butt fue fundamental para la creación de vínculos entre el nacionalismo constitucional y el revolucionario a través de su representación de los miembros de la Sociedad Feniana en los tribunales.

## Carrera política
Comenzó su carrera como político Tory en el Ayuntamiento de Dublín. Fue Parlamentario por Youghal entre 1852 y 1865, y por Limerick entre 1871 y 1879 (en las elecciones de 1852 también fue elegido por la circunscripción inglesade Harwich, pero eligió representar a Youghal).
El fallido Levantamiento Feniano de 1867 reforzó la creencia de Butt de que un sistema federal era el único camino para rompe el ciclo de administración ineficiente puntuado por revueltas mal organizadas. Habiendo defendido a los líderes del Levantamiento, en junio de 1869 Butt se convirtió en presidente de la Asociación de Amnistía formada para asegurar la liberación de los fenianos encarcelados, apoyado activamente entre otros por P. F. Johnson.
En 1870, Butt fundó la Asociación para el Autogobierno de Irlanda. Esta no era, en ningún caso, una organización revolucionaria. Fue diseñada para movilizar a la opinión pública por un parlamento irlandés, con, según sus propias palabras, "control total sobre nuestros asuntos internos". Butt creía que el Autogobierno promovería la amistad entre Irlanda y su vecino del este. 
En noviembre de 1873, Butt reemplazó a la Asociación con un nuevo organismo, la Liga por el Autogobierno, que consideraba un grupo de presión, en lugar de un partido político. En las elecciones generales del año siguiente, 60 de sus miembros fueron elegidos, formando en 1874 el Partido Parlamentario irlandés . Sin embargo, la mayoría de los elegidos eran propietarios, más cercanos a la causa liberal . Mientras tanto, Charles Stewart Parnell se había unido a la Liga, con ideas más radicales que la mayoría de los miembros de la Liga, y fue elegido al Parlamento en una elección parcial en el condado de Meath en 1875.
Butt no había logrado ganar concesiones sustanciales en Westminster sobre los asuntos que preocupaban a la mayoría de los irlandeses: una amnistía para los fenianos de 1867, la fijación de los contratos de arrendamiento para los arrendatarios y el Autogobierno. Aunque trabajaron para  lograr la elección de partidarios del autogobierno, muchos fenianos, junto con pequeños arrendatarios, no estaban satisfechos con el enfoque de Butt para que se promulgaran proyectos de ley, aunque no lo atacaron abiertamente, ya que su defensa de los prisioneros fenianos en 1867 todavía estaba a su favor. Sin embargo, pronto un defensor del autogobierno de Belfast, Joseph Gillis Biggar (entonces un alto cargo de la IRB ), comenzó a utilizar tácticas "obstruccionistas" para evitar la aprobación de proyectos de ley por la Cámara.

## Declive
Cuando Parnell entró en el Parlamento, tomó ejemplo de John O'Connor Power y Joseph Biggar y se alió con los diputados irlandeses que lo apoyarían en su campaña obstruccionista. Los parlamentarios en la época podían ponerse de pie y hablar todo el tiempo que quisieran sobre cualquier tema. Esto causaba estragos en el Parlamento. En una ocasión, hablaron durante 45 horas sin parar, evitando que se aprobaran proyectos de ley importantes. Butt, envejecido y con mala salud no estaba dispuesto a seguir esta táctica y la consideraba contraproducente. En julio de 1877, Butt amenazó con dimitir del partido si la obstrucción continuaba, y entre él y Parnell comenzó a producirse un distanciamiento que fue creciendo a ojos tanto de Fenianos como de partidaros del Autogobierno.
El clímax llegó en diciembre de 1878, cuando se convocó al parlamento para discutir la guerra en Afganistán. Butt consideraba esta discusión demasiado importante para el Imperio británico como para ser interrumpida por los obstruccionista y advirtió públicamente advirtió a los diputados irlandeses de que no emplearan esta táctica. Fue ferozmente denunciado por el joven nacionalista John Dillon, que continuó sus ataques con el apoyo de numerosos de otros "Home Rulers" en una reunión de la Liga en febrero de 1879. A pesar de que se defendió con dignidad, Butt sabía que el partido había acabado para él. Barry O'Brien, en su biografía de Parnell, entrevista a 'X' que relata: 'fue muy doloroso. Me gustaba mucho Butt. Era el hombre de mejor corazón del mundo, y ahí estaba yo para hacerle la cosa más desagradable.'
Culata, que había pasado una bronquitis, sufrió un ataque en mayo de ese mismo año y falleció al cabo de una semana. Fue reemplazado por William Shaw, que a su vez fue sustituido por Charles Stewart Parnell en 1880.

## Vida personal
Butt acumuló deudas y buscó romances. Se decía que en las reuniones era en ocasiones acosado por mujeres que afirmaban que él era el padre de sus hijos. También se vio involucrado en un escándalo financiero cuando se reveló que había recibido dinero de varios príncipes indios para representar sus intereses en el parlamento. 
Murió el 5 de mayo de 1879 en Clonskeagh en Dublín. Sus restos fueron llevados en tren a Stranorlar, Condado e Donegal, donde fue enterrado en una esquina del cementerio de la Iglesia de Irlanda bajo un árbol junto al que se solía sentar de niño.
A pesar de su estilo de vida caótico y sus limitaciones políticas, Butt fue capaz de inspirar una profunda lealtad personal. Algunos de sus amigos, como John Butler Yeats (padre del poeta WB Yeats ) y el futuro obispo católico de Limerick, Edward Thomas O'Dwyer, mantuvieron una actitud hostil durante largo tiempo hacia Parnell por su papel en la caída de Butt. 
En mayo de 2010, las parroquias de Stranorlar, Meenglass y Kilteevogue de la Iglesia de Irlanda promovieron un servicio conmemorativo anual y una lectura en honor de Butt, invitando a miembros de las profesiones de derecho, política y periodismo a reflejar aspectos de su vida. Entre los oradores figuran el Dr. Joe Mulholland, el senador David Norris, el Dr. Chris McGimpsey y el Prof. Brian Walker. Su tumba ha sido restaurada y el monumento ahora incluye una corona de flores.

## En literatura
- La novela Hogan MP de May Laffan Hartley presenta un retrato hostil de Butt como "Mr. Rebutter". El protagonista homónimo, John O'Rooney Hogan, comparte algunos rasgos y antecedentes de John O'Connor Power .[20]
- Butt aparece brevemente en las novelas de historia alternativa de Harry Harrison Stars and Stripes trilogy .

## Lectura complementaria
- Burke, Bernard (2009). The General Armory of England, Scotland, Ireland, and Wales, Comprising a Registry of Armorial Bearings from the Earliest to the Present Time. Heritage Books. ISBN 978-0-7884-3719-9.
- Doran, Michael (2003), Movements for political and Social Reform, 1870–1914 (Irish Leaving Cert History Textbook), Weidenfeld & Nicolson.
- >Hall, Wayne E. "The 'Dublin University Magazine' and Isaac Butt, 1834-1838." Victorian Periodicals Review 20.2 (1987): 43-56. online
- Jackson, Alvin (2003). Home Rule: An Irish History 1800—2000. Phoenix Press. pp. 30-31. ISBN 0-75381-767-5.
- Lyons, F. S. L. (1978), Charles Stewart Parnell, Fontana/Collins, ISBN 0-00-635324-X.
- McCaffrey, Lawrence J. "Isaac Butt and the Home Rule Movement: A Study in Conservative Nationalism." Review of Politics 22.1 (1960): 72-95. online
- Moss, Laurence S. "Isaac Butt and the early development of the marginal utility theory of imputation." American Journal of Economics and Sociology 69.1 (2010): 210-231. online
- O’Day, Alan. "Isaac Butt and Neglected Political Economists." in English, Irish and Subversives Among the Dismal Scientists  (2010): 375+.
- Reid, Colin W. "‘An Experiment in Constructive Unionism’: Isaac Butt, Home Rule and Federalist Political Thought during the 1870s." English Historical Review 129.537 (2014): 332-361. online
- Spence, Joseph. "Isaac Butt, Irish nationality and the conditional defence of the Union, 1833–70." in D. George Boyce ed. Defenders of the Union: A Survey of British and Irish Unionism Since 1801 (Routledge, 2002) pp. 73-97.
- Spence, Joseph (Summer 1996). «Allegories for a Protestant Nation: Irish Tory Historical Fiction, 1820–1850». Religion & Literature 28 (2): 59-78. JSTOR 40059665.
- Stanford, Jane (2011). That Irishman: The Life and Times of John O'Connor Power. Ireland: The History Press. ISBN 978-1-84588-698-1. , Part One pp. 39–40, 43–46, Part Two, 'Parliamentary Manoeuvres,' pp. 43–46.
- Thornley, David. Isaac Butt and home rule (MacGibbon & Kee, 1964).
- White, Terence de Vere, The Road of Excess, Dublin, 1946.

### Primary sources
- Butt, Isaac. Irish federalism : its meaning, its objects, and its hopes (1870) a primary source; online
- Butt, Isaac. The Irish people and the Irish land: a letter to Lord Lifford, with comments on the publications of Lord Dufferin and Lord Rosse (J. Falconer, 1867) online.
- Butt, Isaac. Land tenure in Ireland: a plea for the celtic race (J. Falconer, 1866) online.
- Butt, Isaac. Protection to Home Industry: Some Cases of Its Advantages Considered: the Substance of Two Lectures Delivered Before the University of Dublin, in Michaelmas Term, 1840: to which is Added an Appendix, Containing Dissertations on Some Points Connected with the Subject (Hodges and Smith, 1846) online
- Butt, Isaac. Home Government for Ireland: Irish Federalism! Its Meaning, Its Objects, and Its Hopes (Irish home rule league, 1874) online.

- Datos: Q1141134
- Multimedia: Isaac Butt / Q1141134